# Haute Cour d'Afrique du Sud
La Haute Cour d'Afrique du Sud est une cour supérieure de droit en Afrique du Sud et forme le niveau intermédiaire des tribunaux ordinaires de la République d'Afrique du Sud depuis 2013.

## Organisation

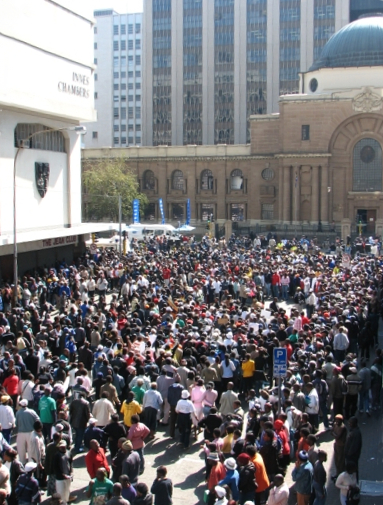
Une foule devant la Haute Cour de Johannesburg pendant le procès pour viol de Jacob Zuma.

Elle est divisée en neuf divisions provinciales, dont certaines siègent à plus d'un endroit. Chaque division de la Haute Cour a compétence générale (en) sur une zone géographique définie dans laquelle elle est située. Les décisions d'une division sont contraignantes pour les magistrates' courts (en) de son ressort. La Haute Cour est compétente pour toutes les affaires, mais elle ne connaît généralement que des affaires civiles portant sur plus de 400 000 rands et des affaires pénales graves. Elle connaît également des appels ou des révisions émanant des magistrates' courts et d'autres juridictions inférieures.
Étroitement liée à la Cour suprême est la Cour de l'impôt.
Certaines juridictions spécialisées sont équivalentes à la juridiction supérieure, à savoir : le Tribunal du travail ; la Cour des revendications foncières ; la Cour d'appel de la concurrence ; la Cour électorale.
La cour et ses divisions sont constituées dans leur forme actuelle par la Loi de 2013 sur les cours supérieures (en). Elles remplacent les anciennes hautes cours séparées qui, en 1997, avaient remplacé les divisions provinciales et locales de l'ancienne Cour suprême d'Afrique du Sud (en) et les cours suprêmes des États TBVC («bantoustans» créés par le gouvernement de l'apartheid dans les années 1950).

## Officiers importants dans une division de la Haute Cour

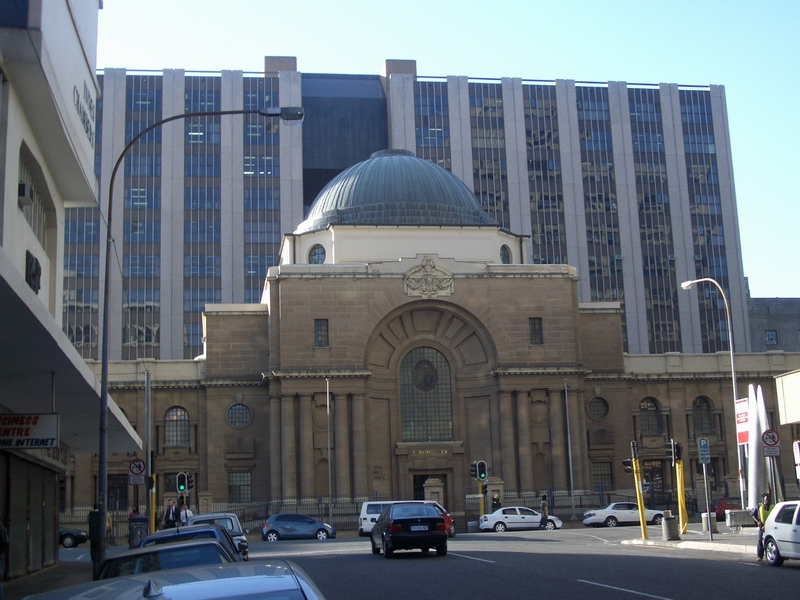
Division locale de Gauteng, à Johannesburg.

Chaque division est dirigée par un juge président et un juge président adjoint. Le greffier conserve tous les documents officiels du tribunal. L'avocat de la famille doit être consulté pour toutes les questions concernant les enfants, car la Haute Cour est le "tuteur supérieur" de tous les enfants en Afrique du Sud. Le Master of the High Court conserve tous les documents relatifs à la succession des personnes (qu'elles soient décédées ou insolvables). Le shérif remet certains documents aux parties dans une affaire civile et saisit également des biens lorsqu'un mandat est délivré. Le directeur des poursuites publiques, qui s'appelait auparavant le procureur général, est responsable des poursuites pénales par l'État. Le procureur de l'État est l'avocat qui représente l'État dans les actions civiles (lorsque l'État poursuit ou est poursuivi).
En 2020, 193 juges étaient actifs à la Cour suprême.

## Divisions

Carte des zones de compétence des divisions et des sièges de la Haute Cour

La Loi de 2013 sur les cours supérieures divise la Haute Cour en neuf divisions, une pour chaque province. Certaines divisions ont plusieurs sièges du tribunal; le siège principal a compétence sur toute la province, tandis que les sièges locaux ont compétence concurrente sur une partie de la province. Les divisions sont :
- La Division du Cap oriental (en) à Grahamstown avec des sièges locaux à Bhisho, Mthatha et Port Elizabeth ;
- La Division de l'État libre (en) à Bloemfontein ;
- La division de Gauteng (en) à Pretoria avec un siège local à Johannesburg ;
- La division du KwaZulu-Natal (en) à Pietermaritzburg avec un siège local à Durban ;
- La division du Limpopo (en) à Polokwane avec des sièges locaux à Thohoyandou et Lephalale ;
- La division de Mpumalanga (en) à Mbombela avec un siège local à Middelburg ;
- La Division du Nord-Ouest (en) à Mahikeng ;
- La division du Cap Nord (en) à Kimberley ;
- La division du Cap occidental (en) au Cap.

## Cour de circuit
Les tribunaux de circuit font également partie de la Haute Cour. Ils siègent au moins deux fois par an, se déplaçant pour desservir davantage de zones rurales.